# Organ Trail
Organ Trail es un videojuego desarrollado por "The Men Who Wear Many Hats" como "parodia zombi" del anterior juego llamado "The Oregon Trail", donde debemos recorrer el camino de Oregon en un auto, pero en esta parodia lo recorreremos en medio de un apocalipsis zombi para llegar a un punto seguro.

## Historia
Nos encontramos encerrados y a punto de ser comidos por zombis, cuando un desconocido nos ayuda a escapar del lugar.
Yendo en busca de nuestros amigos y recursos el desconocido que nos salvó lo muerde un zombi y muere en el camino, llegaremos solos a por nuestros amigos y podremos elegir los recursos que queremos llevar en el viaje.
Recorreremos Estados Unidos de punta a punta hasta dar con la base militar, en la cual nos encontraremos en una última búsqueda, llevar gasolina al auto.

## Jugabilidad
Le daremos un nombre a nuestro personaje y nombres a nuestros acompañantes de viaje.
Podremos elegir los recursos a llevar al comienzo del juego, entre comida, kits médicos, balas, dinero o partes de automóviles para arreglarlo si en un futuro se rompe.
Pasaremos en el camino por ciudades conocidas del país, donde podremos comprar recursos, venderlos o trabajar para ganarlos.
En el recorrido se podrá parar en la ruta para descansar, buscar recursos, reparar el coche entre otros. Estas tres cosas mencionadas también se podrán hacer en la ciudad, incluso comprar mejoras para el vehículo.
Tu y tus compañeros de juego se podrán enfermar e incluso morir, pero en caso de que tu personaje se muera, el juego termina.
Los acompañantes solo tendrán un uso, que será en la base militar (el último lugar del juego), donde dispararán a los zombis que se acerquen al auto mientras busques los galones de gasolina.

## Minijuegos
Cada trabajo supone un minijuego, siempre distintos, con distintas recompensas, pero con ciertas modalidades.
- Matar a los bandidos:

Deberemos desde la parte inferior de la pantalla, con la escopeta matar a los bandidos que se esconden en un edificio abandonado. Los bandidos también dispararán hacia ti.
- Búsqueda:

De izquierda a derecha deberemos caminar mientras los zombis nos persiguen. Contaremos con la escopeta, y deberemos llegar hasta la caja que se encuentra en el otro lado del mapa.
- Defender la base:

Como si fuera la introducción al juego o el minijuego de los bandidos: nos encontraremos en la parte inferior de la pantalla armados con la escopeta y no podemos dejar que ningún zombi pase bajo nosotros.
- Defiendete de los motociclistas:

Esta vez no es un trabajo, si no que es en la ruta, que nos encontraremos con bandas de motoqueros que deberemos chocar por cualquiera de los lados o nos dispararán por los costados o se agarrarán en la parte de atrás del vehículo, cosas que le restará vida al automóvil.
- Recoger la basura/Buscar entre:

Es la manera que tendremos en el juego de encontrar suministros de una manera "gratis". Tendremos un nivel aleatorio y aparecerán objetos que podremos recoger mientras aparecen zombis que nos intentan comer y podremos matar con la escopeta.

## Jefes
En el juego hay tres jefes, y no es necesario encontrarse con ninguno para terminar el videojuego.
- Oso zombi: aparece aleatoriamente en el minijuego "Recoger la basura/Buscar entre". Difícil de matar.
- Perros zombis: tres perros zombis que aparecen aleatoriamente en el minijuego "Recoger la basura/Buscar entre". Difíciles de matar.
- Venados zombis: como si fuera el videojuego "Defiendete de los motociclistas", pero solo deberemos evadirlos, no chocarlos.

## Final
El nivel final será la base militar en la que deberemos recorrer el mapa en busca de galones de gasolina.
El final nos llevará al minijuego de los Créditos.

## Créditos
En los créditos, después de recoger todos los galones de gasolina en el punto seguro, manejaremos el vehículo como si fuera el minijuego de defenderse de los motociclistas pero no habrá motociclistas, sino que serán zombis que caminarán en nuestro rumbo, cada uno con el nombre o sobrenombre de alguien que haya ayudado en el desarrollo del videojuego, tanto como en el desarrollo como en contribuir con dinero en el proyecto de micromecenazgo. Nosotros los podremos atropellar o dejar vivos.

## Plataformas
Existen dos versiones del juego, la "descargable" y la "flash". La descargable se encuentra para Windows, MacOSX, Linux y para Android (para OUYA). Y la versión flash se encuentra para PC en Facebook o en la página de la desarrolladora (The Men Who Wear Many Hats).
- Datos: Q7755333
- Multimedia: Organ Trail: Director's Cut / Q7755333